# Všechny řitě světa i ta má
Všechny řitě světa i ta má (anglicky South of No North, původní název South of No North: Stories of the Buried Life) je soubor povídek amerického spisovatele a básníka Charlese Bukowského vydaný v roce 1973.
Sbírka je věnována Ann Menebrokerové, povídky jsou psány jednoduchým stylem.
V anglickém originále existuje i sbírka s názvem All The Assholes In The World And Mine.
South of No North (Stories of the Buried Life) je také titul divadelní hry čerpající z devíti Bukowského povídek, jež debutovala na Broadwayi v roce 2000.
Česky knihu vydalo nakladatelství Pragma v roce 1991 a Argo v roce 2013.

## Obsah
- Osamělost (Loneliness) – přeložil Ladislav Šenkyřík. Edna kráčí ulicí a na bočním okně automobilu spatří inzerát: Hledá se žena. Zvědavost jí nedá a tak vytočí telefonní číslo…
- Jak se šoustalo v Burbanku (Bop Bop Against That Curtain) – přeložil Ladislav Šenkyřík. Bukowski vzpomíná na svá mladá léta.
- Ty, tvoje pivo a jak seš skvělej (You And your Beer And How Great You Are) – přeložil Ladislav Šenkyřík. Soužití s profesionálním boxerem nebývá lehké…
- Tudy se nejde do ráje (No Way To Paradise) – přeložil Ladislav Šenkyřík. Hank Chinaski sedí v baru na Western Avenue. Dovnitř vejde atraktivní tmavovláska. Sedne si k baru a postaví na pult malou drátěnou klícku. Uvnitř jsou miniaturní lidičky…
- Politika (Politics) – přeložil Ladislav Šenkyřík. Bukowski objasňuje některé své postoje, které zastával na škole.
- Láska za $ 17,50 (Love for $ 17,50) – přeložil Josef Rauvolf. O muži, který miloval figuríny.
- Párek kořalů (A Couple of Winos) – přeložil Josef Rauvolf. Chinaskimu je přes dvacet let a potlouká se po Státech. Vezme kšeft pro jistého Bukharta, spolu s jedním starým ožralou nakládají vytrhané pražce v poušti. Je to úmorná dřina. Starouš pořád mluví o své bývalé manželce, která ho nechala a on se z toho nevzpamatoval. Za týden je Bukhart vyplatí, samozřejmě na nich vydělá…
- Maja Thurup (Maja Thurup) – přeložil Josef Rauvolf. Hester Adamsová je vadnoucí žena, která ví, že od amerických mužů toho nemůže příliš očekávat. Odletí do džungle a narazí si černého kanibala jménem Maja Thurup, což se jí stane osudné…
- Vrazi (Killers) – přeložil Josef Rauvolf. Harry a Bill, dva zkrachovalci, se domluví na loupeži. Vlezou do baráku, kde překvapí majitele a jeho mladou ženu. Harrymu se líbí a nedokáže se udržet…
- Chlap (A Man) – přeložil Josef Rauvolf. Constance nedělá problém opustit chlapa a vrátit se ke svému bývalému, aby to vzápětí zopakovala.
- Klasa (Class) – přeložil Josef Rauvolf. Mladý Chinaski si to v ringu fiktivně rozdává s Erniem Hemingwayem a knokautuje ho.
- Pane, přestaňte mi čumět na kozy (Stop Staring At My Tits, Mister) – přeložil Josef Rauvolf. Soft-pornografická povídka z Divokého západu napsaná v době, kdy Bukowski přispíval do pánských časopisů.
- Krátce o vlajce Vietcongu (Something About Vietcong Flag) – přeložil Josef Rauvolf. Dva hippísáci, Leo a Dale, jdou s kamarádkou Sally po poušti a nesou vlajku Vietcongu. Narazí na tuláka Reda, který si „vypůjčí“ Sally, kluci dokáží jen přihlížet.
- Nedokážeš napsat milostný příběh (You Can´t Wite a Love Story) – přeložil Josef Rauvolf. Carlovi došla inspirace při psaní a vykládá o tom Margie. Pak mu nabídnou čtení na škole za pár drobáků, Carl to vezme.
- Pamatujete na Pearl Harbor? (Remember Pearl Harbor?) – přeložil Josef Rauvolf. Bukowskiho známá historka o tom, jak si pobyl pár dní v lochu.
- Pittsburský Phill & Co. (Pittsburgh Phill and Co.) – přeložil Josef Rauvolf. Příběh o jednom dostihovém sázkaři, který měl zpočátku neuvěřitelné štěstí…
- Dr. Nacista (Dr. Nazi) – přeložil Ladislav Šenkyřík. Chinaski chodí ke svému německému doktorovi. Ten mu vypráví historky z války.
- Kristus na kolečkových bruslích (Christ On Roller Skates) – přeložil Josef Rauvolf. Jak to funguje ve sportu.
- Skladník s červeným nosem (A Shipping Clerk With A Red Nose) – přeložil Josef Rauvolf. Randall Harris je notorik a pracuje jako skladník. Je také podivín, co píše silné básně. Chinaski ho čas od času navštěvuje a s rostoucí popularitou na něm pozoruje změny. Na konci povídky je Harris uznávaný, sláva jej dostala. O přátelství s Chinaskim už nemá zájem. Ve skutečnosti je Randall Harris zpodobněním Bukowskiho, ten v povídce vyjádřil své obavy z toho, zda by se nestal součástí zprofanované kultury a nezařadil se do davu, kterému je vše kromě svého osobního profitu lhostejné. Bukowski si toužil ponechat kus své jedinečnosti.
- Ďábel byl celý žhavý (The Devil Was Hot) – přeložil Josef Rauvolf. Humorná povídka o ďáblovi z cirkusu.
- Kuráž (Guts) – přeložil Josef Rauvolf. Marty a Henry Chinaski jsou kámoši. Marty mu řekne o mladé ženě, do které se zamiloval. Bydlí ve sklepě, protože nemá na nájem. Když Marty odejde, Chinaski bere flašku whisky a jde ji omrknout…
- Zabiják (Hit Man) – přeložil Josef Rauvolf. Billa už nebaví jeho manželka a tak si sjedná schůzku s nájemným vrahem.
- Tohle zabilo Dylana Thomase (This Is What Killed Dylan Thomas) – přeložil Josef Rauvolf. Opět jedna stať o nástrahách slávy.
- Divnej pták a zlej jak čert (No Neck And Bad As Hell) – přeložil Ladislav Šenkyřík. Chinaski letí se svou romantickou přítelkyní Vicky na výlet na Catalinu, kde stráví pár dní. Vicky se baví, Chinaski už méně. Potká zde Ernieho Hemingwaye, s nímž jediným se dá pokecat…
- Jak milují mrtví (The Way The Dead Love) – přeložil Josef Rauvolf. Několik historek z autorova života rozdělených do 7 kapitol. Jedna z nich popisuje čiré zoufalství, absolutní osamělost a touhu po sebevraždě jakožto jediné pozitivní věci ve světě, který nezná slovo naděje.
- Všechny řitě světa i ta má (All The Assholes In The World And Mine) – přeložil Ladislav Šenkyřík. Bukowského trápí hemeroidy. Doktor ho pošle na operaci.
- Vyznání muže sdostatek šíleného, aby žil mezi bestiemi (Confessions of a Man Insane Enough to Live With Beasts) – přeložil Ladislav Šenkyřík. Další vzpomínky životem protřelého člověka, kterého jen tak něco nedokáže překvapit. Stejně jako předchozí dvě povídky nic pro slabé žaludky.